# Gijsbert van Bronckhorst (aartsbisschop)
Gisbert van Bronkhorst ook genaamd Gisilbert (ca. 1240 – Bremervörde, 18 november 1306) was aartsbisschop van Bremen van 1273 tot zijn overlijden in 1306.
Hij is de zoon van Gijsbert III van Bronckhorst en Kunigunde van Oldenburg (-1290) de dochter van Maurits I van Oldenburg (ca. 1145 – 1209) graaf van Oldenburg 1167-1209 en Salome van Hochstaden-Wickrath.
Giselbert komt in 1267 het eerst voor als Bremer domheer. Hij werd eenstemmig tot bisschop gekozen na het overlijden van zijn voorganger Hildebold, zoon van Hildebold II van Wunstorf (- ca. 1228) en Hedwig van Oldenburg (ca. 1177-1228), een zus van Giselberts moeder.
Hij kreeg in 1274 van paus Gregorius X in Lyon het Pallium. Aan hem wordt de stichting van de stad Buxtehude in 1285 toegeschreven.
- Gemeinsame Normdatei: 13765023X
- Virtual International Authority File: 81814675
- WorldCat: E39PBJkT7qH48rXkVyfyFQDg8C